# Independente EC
Der Independente Esporte Clube, in der Regel nur kurz Independente genannt, ist ein Fußballverein aus Santana im brasilianischen Bundesstaat Amapá.

## Erfolge
- Staatsmeisterschaft von Amapá: 1982, 1983, 1989, 1995, 2001

## Stadion
Der Verein trägt seine Heimspiele im Estádio Augusto Antunes in Santana aus. Das Stadion hat ein Fassungsvermögen von 3000 Personen.

## Trainerchronik
| Trainer                    | Nation    | von  | bis |
| -------------------------- | --------- | ---- | --- |
| João Paulo de Matos Campos | Brasilien | 2021 |     |